# Cytochroom b

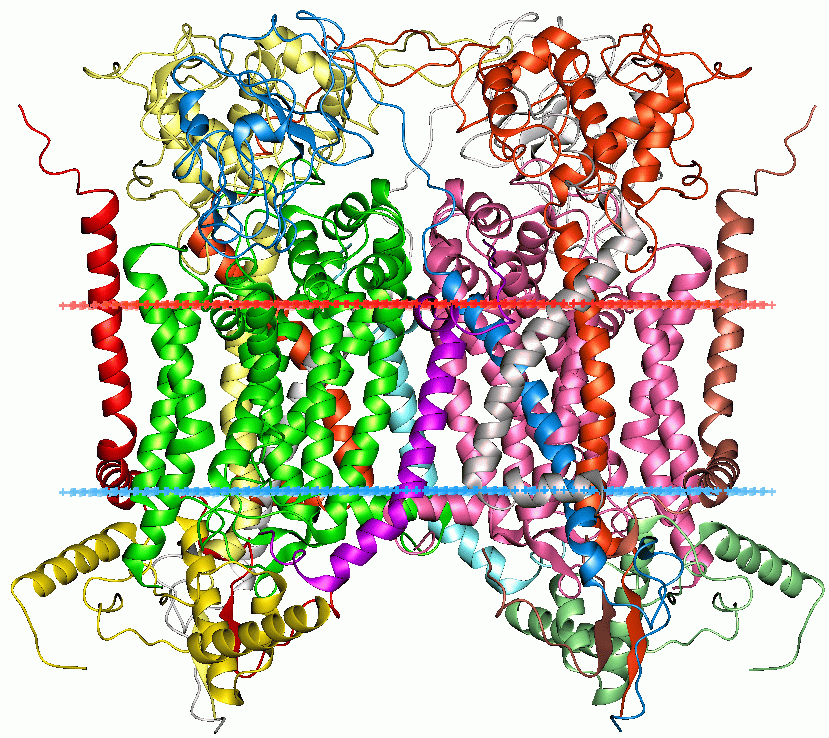
Het mitochondriaal cytochroom bc1 complex

Cytochroom b/b6 is het belangrijkste subunit van de transmembrane eiwitcomplexen cytochroom bc1 en cytochroom b6f. Daarnaast wordt de term ook vaak gebruikt om een specifiek deel van het mitochondriaal DNA mee aan te duiden dat wordt gebruikt in de populatiegenetica en de fylogenie.

## Functie
Cytochroom b is een onderdeel van het oxidatieve fosforylering-complex III, ook bekend als het bc1-complex en als ubiquinol-cytochroom c reductase, en als zodanig is het werkzaam in aerobe prokaryoten en in de mitochondria van eukaryoten. Blauwalgen en bladgroenkorrels in planten beschikken over een soortgelijk eiwit: cytochroom b6. Dit eiwit is een onderdeel van plastochinon-plastocyanine reductase, ook bekend als het b6f-complex. Deze eiwitcomplexen zijn als onderdeel van de elektronen transport keten betrokken bij de aanmaak van ATP en zijn dus onmisbaar voor de cel.